# For All Mankind
For All Mankind (englisch für Für die gesamte Menschheit) ist eine US-amerikanische Dramaserie, die am 1. November 2019 beim Video-on-Demand-Dienst Apple TV+ Premiere hatte. Am 10. November 2023 startete die Ausstrahlung der vierten Staffel. Die Episoden wurden wöchentlich veröffentlicht. Im April 2024 wurde die Serie für eine fünfte Staffel verlängert und es wurde angekündigt, dass sich ein Spinoff namens Star City in der Entwicklung befände.

## Handlung
In einer Alternativwelt betritt der sowjetische Kosmonaut Alexei Leonow als erster Mensch den Mond – einen Monat vor Neil Armstrong mit dem Flug der Apollo 11. Nach einer kurzen Phase der Resignation beschließt die NASA, den Wettlauf zum Mond weiterzuführen und erweitert das Apollo-Programm auf den Bau einer Mondstation unter Einbeziehung von Frauen in die US-Raumfahrt (rund zwölf Jahre früher als in der realen Welt).
In der zweiten Staffel, die in den 1980er Jahren spielt, spielen sich auf dem Mond, auf dem sowohl die Amerikaner als auch die Sowjets ständige Mondkolonien um den Shackleton-Mondkrater errichtet haben, in dem Kratereis gefunden wurde, Konflikte ab, die fast in einen Atomkrieg gipfeln.
Die dritte Staffel, die in den 1990ern spielt, handelt von dem Wettlauf um die erste bemannte Marsmission. Neue Konkurrenten, insbesondere auch ein privater Raumfahrtkonzern, kommen hinzu.
In der vierten Staffel, die in der 1. Hälfte der 2000er Jahre spielt, hat sich die internationale Marskolonie etabliert, es kommt zu Konflikten um die sich entwickelnde Zweiklassengesellschaft aus Raumfahrern und Wissenschaftlern einerseits und den Bergbauarbeitern andererseits. Schwerpunkt der Staffel stellt ein Asteroid dar, der zum Erzabbau eingefangen werden soll.
In allen Staffeln spielt eine veränderte politische Entwicklung, die ihren Anfang in der Mondlandung nahm, immer wieder eine Rolle. So stecken die Mondfahrernationen so viel mehr Geld in die Raumfahrt, dass der Vietnamkrieg fünf Jahre früher als in der Realwelt mit dem Sieg Nordvietnams endet und die Sowjetunion den Afghanistanfeldzug abbläst. Auch die US-Präsidentenwahlen enden anders als in der Realität, die technische Entwicklung (u. a. Mobiltelefon, Elektroautos) beschleunigt sich.

## Besetzung und Synchronisation
Die deutschsprachige Synchronisation übernimmt die FFS Film- & Fernseh-Synchron, durch die Dialogbücher und unter der Dialogregie von Christian Weygand und Hubertus von Lerchenfeld. Daniel Schlauch schrieb auch an den Dialogbüchern mit.
| Rolle           | Schauspieler      | Hauptrolle (Folgen) | Nebenrolle (Folgen)              | Episoden | Synchronsprecher       |
| --------------- | ----------------- | ------------------- | -------------------------------- | -------- | ---------------------- |
| Edward Baldwin  | Joel Kinnaman     | 1.01–               |                                  | 40       | Stefan Günther         |
| Margo Madison   | Wrenn Schmidt     | 1.01–               |                                  | 40       | Melanie Manstein       |
| Karen Baldwin   | Shantel VanSanten | 1.01–3.10           | 4.05                             | 31       | Natascha Geisler       |
| Gordo Stevens   | Michael Dorman    | 1.01–2.10           |                                  | 20       | Pascal Fligg           |
| Tracy Stevens   | Sarah Jones       | 1.01–2.10           |                                  | 20       | Shandra Schadt         |
| Ellen Wilson    | Jodi Balfour      | 1.03–3.10           | 4.01                             | 29       | Katharina Schwarzmaier |
| Kelly Baldwin   | Cynthy Wu         | 2.01–               |                                  | 28       | Nadja Sabersky         |
| Molly Cobb      | Sonya Walger      | 2.01–3.02           | 1.03–1.05, 1.09–1.10, 3.10       | 17       | Elisabeth Günther      |
| Danielle Poole  | Krys Marshall     | 2.02–               | 1.03–1.10                        | 35       | Jacqueline Belle       |
| Danny Stevens   | Casey W. Johnson  | 2.02–3.10           | 4.05                             | 17       | Leonard Rosemann       |
| Danny Stevens   | Jason David       |                     | 1.01–1.05                        | 5        |                        |
| Danny Stevens   | Mason Thames      |                     | 1.06, 1.09–1.10                  | 3        | Tim Eitner             |
| Aleida Rosales  | Coral Peña        | 2.03–               |                                  | 26       | Maresa Sedlmeir        |
| Aleida Rosales  | Olivia Trujillo   |                     | 1.01–1.02, 1.04, 1.06, 1.08–1.10 | 7        | Carla Reiter           |
| Dev Ayesa       | Edi Gathegi       | 3.01–               |                                  | 17       | Sebastian Winkler      |
| Miles Dale      | Toby Kebbell      | 4.01–               |                                  | 10       | Jochen Paletschek      |
| Samantha Massey | Tyner Rushing     | 4.01–               |                                  | 10       | Stefanie Dischinger    |
| Eli Hobson      | Daniel Stern      | 4.01–               |                                  | 10       | Thomas Wenke           |
| Irina Morozova  | Svetlana Efremova | 4.01–               |                                  | 8        | Katharina Müller-Elmau |

## Episodenliste

### Staffel 1
| Nr. (ges.) | Nr. (St.) | Deutscher Titel          | Originaltitel         | Erstveröffentlichung USA | Deutschsprachige Erstveröffentlichung (D) | Regie                | Drehbuch                                                         |
| --- | --------- | ------------------------ | --------------------- | ------------------------ | ----------------------------------------- | -------------------- | ---------------------------------------------------------------- |
| 1 | 1         | Roter Mond               | Red Moon              | 1. Nov. 2019             | 1. Nov. 2019                              | Seth Gordon          | Ronald D. Moore Idee: Ronald D. Moore, Matt Wolpert & Ben Nedivi |
| Der sowjetische Kosmonaut Alexei Leonow landet als erster Mensch auf dem Mond – einen Monat vor Neil Armstrong mit dem Flug der Apollo 11. Damit steht das gesamte Apollo-Programm auf der Kippe. Nachdem die NASA doch noch die Apollo 11 zum Mond schickt, kommt es bei der harten Landung der Mondlandefähre Eagle beinahe zur Katastrophe.                                                         |           |                          |                       |                          |                                           |                      |                                                                  |
| 2 | 2         | Saturn V – Der Architekt | He Built the Saturn V | 1. Nov. 2019             | 1. Nov. 2019                              | Seth Gordon          | Matt Wolpert & Ben Nedivi                                        |
| Der NASA-Direktor Wernher von Braun lehnt die Anweisung von Präsident Richard Nixon ab, die geplante Mondbasis in eine US-Militärbasis zu verwandeln. |           |                          |                       |                          |                                           |                      |                                                                  |
| 3 | 3         | Nixons Frauen            | Nixon’s Women         | 1. Nov. 2019             | 1. Nov. 2019                              | Allen Coulter        | Nichole Beattie                                                  |
| Nachdem die sowjetische Kosmonautin Anastasia Belikova als erste Frau auf dem Mond gelandet ist, muss Deke Slayton als Direktor der Flight Crew Operations weibliche Astronauten rekrutieren. Die Astronautin Patricia „Patty“ Doyle, die schon für das Mercury-Programm trainierte, stirbt beim Absturz eines LLTV.                                                                                   |           |                          |                       |                          |                                           |                      |                                                                  |
| 4 | 4         | Apollo 15                | Prime Crew            | 8. Nov. 2019             | 8. Nov. 2019                              | Allen Coulter        | Naren Shankar                                                    |
| Präsident Nixon verkündigt den Waffenstillstand zum 16. November 1970 für Vietnam und Südostasien. Molly Cobb startet als erste Amerikanerin mit der Apollo 15 zum Mond. |           |                          |                       |                          |                                           |                      |                                                                  |
| 5 | 5         | In den Abgrund           | Into the Abyss        | 15. Nov. 2019            | 15. Nov. 2019                             | Sergio Mimica-Gezzan | David Weddle & Bradley Thompson                                  |
| In der Mondumlaufbahn angekommen, ändern Edward Baldwin, Molly Cobb und Frank Sedgewick (Command Module Pilot der Apollo 15) den ursprünglich vorgesehenen Landeort. Sie landen mit hohem Risiko am Mondkrater Shackleton in unmittelbarer Nähe des Südpols des Mondes, weil im Inneren des Kraters gefrorenes Wasser vermutet wird.                                                                   |           |                          |                       |                          |                                           |                      |                                                                  |
| 6 | 6         | Dunkle Machenschaften    | Home Again            | 22. Nov. 2019            | 22. Nov. 2019                             | Sergio Mimica-Gezzan | Stephanie Shannon                                                |
| Die Mondbasis Jamestown wird mit drei Astronauten betrieben, als die zur Ablösung gedachte Apollo 23 am Boden explodiert und 12 Menschen ums Leben kommen. Schuld an dem Unglück hat eine Neuvergabe von Ventilen an eine andere Firma aus politischem Kalkül. |           |                          |                       |                          |                                           |                      |                                                                  |
| 7 | 7         | Hi Bob                   | Hi Bob                | 29. Nov. 2019            | 29. Nov. 2019                             | Meera Menon          | Ronald D. Moore                                                  |
| Die Astronauten in Jamestown warten weiter auf die Ablösung und Lagerkoller macht sich breit. Ellen und Larry treffen eine Entscheidung, um einen möglichen Sexskandal zu verhindern. |           |                          |                       |                          |                                           |                      |                                                                  |
| 8 | 8         | Gebrochen                | Rupture               | 6. Dez. 2019             | 6. Dez. 2019                              | Meera Menon          | Nichole Beattie                                                  |
| Ed Baldwins Sohn stirbt bei einem Verkehrsunfall. Dem letzten auf der Mondbasis verbliebenen Astronauten wird der Tod seines Sohnes verschwiegen. Im Mondkrater kommt es zu einer ersten Konfrontation mit einem russischen Kosmonauten. |           |                          |                       |                          |                                           |                      |                                                                  |
| 9 | 9         | Rettungsmission          | Bent Bird             | 13. Dez. 2019            | 13. Dez. 2019                             | John Dahl            | David Weddle & Bradley Thompson                                  |
| Die nächste Mission der Apollo schlägt fehl, als die Raketen in der Umlaufbahn nicht zünden und eine Reparaturmission der Apollo 25 zu einer Fehlzündung führt, die die Apollo 24 auf eine Bahn schickt, die sie den Mond zu verfehlen droht. |           |                          |                       |                          |                                           |                      |                                                                  |
| 10 | 10        | Die Augen der Welt       | A City Upon A Hill    | 20. Dez. 2019            | 20. Dez. 2019                             | John Dahl            | Matt Wolpert & Ben Nedivi                                        |
| Die Apollo 24 kann in der Mondumlaufbahn gerettet werden, aber zwei der drei Astronauten sind tot. Unterstützt wird Baldwin von einem Kosmonauten. Ellen bleibt nach der Rückkehr Baldwins allein auf der Mondbasis zurück. Nach dem Abspann wird der Start einer Sea Dragon im Südpazifik aus dem Meer gezeigt. Sie fliegt 1983 mit einem Atomreaktor für den Ausbau der Jamestown-Siedlung zum Mond. |           |                          |                       |                          |                                           |                      |                                                                  |

### Staffel 2
| Nr. (ges.) | Nr. (St.) | Deutscher Titel     | Originaltitel       | Erstveröffentlichung USA | Deutschsprachige Erstveröffentlichung (D) | Regie                | Drehbuch                        |
| --- | --------- | ------------------- | ------------------- | ------------------------ | ----------------------------------------- | -------------------- | ------------------------------- |
| 11 | 1         | Ein Sturm zieht auf | Every Little Thing  | 19. Feb. 2021            | 19. Feb. 2021                             | Michael Morris       | Ronald D. Moore                 |
| Nach dem Ausbau leben und arbeiten 1983 etwa 20 Personen in der Jamestown-Basis. Auf der Erde übernimmt Ed Baldwin inzwischen die Leitung des Astronautenbüros. Eine heftige Sonneneruption sorgt für gewaltige Störungen auf Erde und Mond. Ein Großteil der Jamestown-Besatzung kann sich im Schutzraum der Basis in Sicherheit bringen, Molly und der niederländische ESA-Astronaut Wubbo Ockels dagegen sind auf Außenmission und wegen eines Unfalls für längere Zeit der Strahlung nahezu ungeschützt ausgesetzt. |           |                     |                     |                          |                                           |                      |                                 |
| 12 | 2         | Das Angebot         | The Bleeding Edge   | 26. Feb. 2021            | 26. Feb. 2021                             | Michael Morris       | Matt Wolpert & Ben Nedivi       |
| Ellen kehrt mit Molly und Wubbo zur Erde zurück, wo sie kurz darauf einen Posten als stellvertretende Verwaltungschefin antritt. Margo, mittlerweile JSC-Direktorin, soll auf Druck aus Washington als PR-Aktion eine Apollo-Sojus-Rendezvousmission organisieren, die zur Entspannung zwischen den Weltmächten beitragen soll. Das Militär, inzwischen bei der NASA ständig präsent, meldet deswegen Sicherheitsbedenken an. Ed teilt Danielle und Gordo für die anstehende Mondmission ein. |           |                     |                     |                          |                                           |                      |                                 |
| 13 | 3         | Annapolis           | Rules of Engagement | 5. März 2021             | 5. März 2021                              | Andrew Stanton       | Stephanie Shannon               |
| Nachdem man herausfindet, dass die Sowjets seit über zehn Jahren die Jamestown-Basis abhören, beschließen die Amerikaner Waffen auf den Mond zu schicken, um eine Bergbaustelle von den Sowjets zurückzuerobern. Margos früheres Protegé, die Mexikanerin Aleida, nimmt ihr Jobangebot bei der NASA an. Eds und Karens Adoptivtochter Kelly eröffnet ihnen den Wunsch, zur Navy Academy in Annapolis zu gehen, dorthin, wo auch Eds Ausbildung begann, was ihn sehr verstimmt. |           |                     |                     |                          |                                           |                      |                                 |
| 14 | 4         | Pathfinder          | Pathfinder          | 12. März 2021            | 12. März 2021                             | Andrew Stanton       | David Weddle & Bradley Thompson |
| Ed, unzufrieden mit seinem Schreibtischjob, teilt sich selbst für die Mars-Mission Pathfinder ein und ernennt Molly zu seiner Nachfolgerin. Danielle fordert von Ed ein Missionskommando, woraufhin er ihr die Leitung der Apollo-Sojus-Rendezvousmission überträgt. Gordo hat ob seiner bevorstehenden Rückkehr in den Weltraum Panikattacken. Auf dem Flug nach Cape Canaveral wird er von Ed deswegen zu waghalsigen Luftkampfmanövern herausgefordert. Ein Triebwerk seiner F5 fängt dabei Feuer und Ed stürzt in den Golf von Mexiko. |           |                     |                     |                          |                                           |                      |                                 |
| 15 | 5         | Elvis               | The Weight          | 19. März 2021            | 19. März 2021                             | Meera Menon          | Nichole Beattie & Joe Menosky   |
| Ed hat den Absturz überlebt. Er und Gordo erhalten eine strenge Verwarnung für ihr Manöver. Tracy tritt eine sechsmonatige Mission in Jamestown an. Nach einem Monat zeigen sich bei ihr Stress- und Erschöpfungssymptome, woraufhin sie unerlaubterweise auf der Basis mit dem Rauchen und dem Trinken illegal gebrannten Alkohols beginnt. Mollys Sehkraft lässt immer mehr nach, eine Nachwirkung des Sonnensturms. Aleida wird den Apollo-Sojus-Projekt als Operator zugeteilt. In Jamestown treffen mittlerweile die Waffen ein. |           |                     |                     |                          |                                           |                      |                                 |
| 16 | 6         | Neue Pläne          | Best Laid Plans     | 26. März 2021            | 26. März 2021                             | Meera Menon          | Joe Menosky                     |
| Zur Abstimmung des Rendezvousmanövers trifft die sowjetische Crew in Houston ein. Eine Annäherung erweist sich als schwierig und die Stimmung ist von großem Misstrauen untereinander geprägt. Erst als sich Danielle mit den Kosmonauten und Margo mit dem Ingenieur Sergei Nikulov abends informell treffen, löst sich die Spannung merklich. Mithilfe von Aleida entwickeln Margo und Sergei ein Andockmanöver. Gordo will Tracy in Jamestown wieder zurückgewinnen. Danielle reist ins sowjetische Trainingszentrum Star City und wird dort rüde empfangen. |           |                     |                     |                          |                                           |                      |                                 |
| 17 | 7         | KAL-007             | Don’t Be Cruel      | 2. Apr. 2021             | 2. Apr. 2021                              | Dennie Gordon        | Nichole Beattie                 |
| Die politischen Spannungen zwischen der UdSSR und den USA steigen bedrohlich. Die Sowjets schießen ein südkoreanisches Passagierflugzeug mit NASA-Verwaltungschef Thomas Paine an Bord ab, alle Passagiere kommen dabei ums Leben. Ellen wird zur kommissarischen Nachfolgerin ernannt. Margo warnt Sergei insgeheim vor fehlerhafter Technologie, die die Russen von der NASA kopiert haben. Auf dem Mond erobern Tracy und ein bewaffneter Trupp Marines die Abbaustelle – ohne Waffengewalt – wieder von den Russen zurück. |           |                     |                     |                          |                                           |                      |                                 |
| 18 | 8         | Feindkontakt        | And Here’s to You   | 9. Apr. 2021             | 9. Apr. 2021                              | Dennie Gordon        | Ronald D. Moore                 |
| Ellen wird vom Präsident Reagan zur NASA-Direktorin ernannt. Bei Molly wird ein rasch vortschreitendes Normaldruckglaukom diagnostiziert, das sie unaufhaltsam erblinden lassen wird. Die Pathfinder wird mit Lenkraketen bewaffnet. Die Sowjets machen ihr bewaffnetes Shuttle Buran startklar, doch es hat dieselben technischen Probleme wie die NASA. Auf dem Mond entdecken Marines zwei Kosmonauten in der Nähe der Eismine, aufgrund eines Missverständnisses töten sie einen und verletzen den anderen schwer. |           |                     |                     |                          |                                           |                      |                                 |
| 19 | 9         | Triage              | Triage              | 16. Apr. 2021            | 16. Apr. 2021                             | Sergio Mimica-Gezzan | Bradley Thompson & David Weddle |
| Als Reaktion für die Ermordung ihres Kosmonauten bringen die Sowjets ihr Shuttle Buran in die Mondumlaufbahn, was einer Blockade gleichkommt. Die NASA macht daraufhin die Pathfinder für die Eskortierung einer Sea-Dragon-Versorgungsrakete gefechtsklar. Die Apollo-Sojus-Mission startet dennoch planmäßig. In der Jamestown-Basis treffen zwei Kosmonauten ein, um ihren toten Kameraden und den Verletzten abzuholen. Letzterer bittet jedoch um politisches Asyl in den USA. Daraufhin greift kurz darauf eine Gruppe bewaffneter Kosmonauten die Basis an, tötet dabei mehrere Astronauten und besetzt sie. |           |                     |                     |                          |                                           |                      |                                 |
| 20 | 10        | Eskalation          | The Grey            | 23. Apr. 2021            | 23. Apr. 2021                             | Sergio Mimica-Gezzan | Matt Wolpert & Ben Nedivi       |
| In Houston ahnt man nichts von der Jamestown-Besetzung. Die Russen verzögern das Apollo-Sojus-Rendezvous. Gordo und Tracy können sich versteckt halten und schicken Houston über das alte Kommunikationssystem unbemerkt eine Nachricht. Bei den Feuergefechten in Jamestown wird die Reaktor-Kühlung schwer beschädigt. Das Ersatzsystem kann nur von außen eingeschaltet werden. Da keine Raumanzüge verfügbar sind, umwickeln sich Gordo und Tracy als notdürftigen Schutz gegen das Vakuum mit Panzerband. Auf der Mondschattenseite kommt es zur Konfrontation zwischen der Buran und der Pathfinder, auf der letzteren fast zu einer Meuterei, doch alles endet friedlich, da Ed sich im letzten Moment entschließt, nicht die Buran, sondern die Sea-Dragon mit seinen Raketen zu zerstören. Die Apollo und die Sojus führen das Weltraumrendezvous inzwischen befehlswidrig durch. Diese Geste führt zu einer spürbaren Entspannung zwischen den Supermächten. Tracy und Gordo können mittlerweile die Kühlung des Reaktors reaktivieren, erreichen danach auch wieder die Luftschleuse, sterben jedoch kurz darauf an den Folgen des zu langen Aufenthaltes im Vakuum. Im Ausblick auf das Jahr 1995 sieht man einen Menschen der die Oberfläche des Mars betritt. |           |                     |                     |                          |                                           |                      |                                 |

### Staffel 3
| Nr. (ges.) | Nr. (St.) | Deutscher Titel               | Originaltitel              | Erstveröffentlichung USA | Deutschsprachige Erstveröffentlichung (D) | Regie           | Drehbuch                        |
| --- | --------- | ----------------------------- | -------------------------- | ------------------------ | ----------------------------------------- | --------------- | ------------------------------- |
| 21 | 1         | Polaris                       | Polaris                    | 10. Juni 2022            | 10. Juni 2022                             | Sarah Boyd      | Matt Wolpert & Ben Nedivi       |
| 1992 betreibt Karen ein Weltraumhotel namens Polaris in der Erdumlaufbahn. Ellen ist mittlerweile Senatorin und kandidiert als republikanische Präsidentschaftskandidatin. Molly ist inzwischen fast vollständig erblindet und muss sich zwischen Ed und Danielle für die Leitung der Marsexpedition entscheiden. Margo und Sergei tauschen heimlich Informationen über ihre Raumfahrtprogramme aus. Margo weiß jedoch nicht, dass Sergei sie im Auftrag seiner Vorgesetzten ausspioniert. Im Polarishotel kommt es nach der Kollision mit Weltraumschrott beinahe zu einer Katastrophe. |           |                               |                            |                          |                                           |                 |                                 |
| 22 | 2         | Rollenwechsel                 | Game Changer               | 17. Juni 2022            | 17. Juni 2022                             | Sarah Boyd      | David Weddle & Bradley Thompson |
| Karen verkauft das Polaris-Hotel an Dev Ayesa und dessen Raumfahrtkonzern Helios Aerospace. Molly macht Ed zum Kommandanten der NASA-Marsmission, diese Entscheidung wird aber von Margo wieder aufgehoben und Molly bald darauf entlassen. Margo ernennt stattdessen Danielle zur Marskommandantin. Ellen wählt einen konservativen Gouverneur zu ihrem Vizepräsidentschaftskandidaten. Ed wechselt zu Helios und wird Kommandant der Marsmission, für die Polaris zum Raumschiff umgebaut werden soll. Im Fernsehen verkündet Ayesa, als erster vor den Amerikanern und den Sowjets auf dem Mars landen zu wollen. |           |                               |                            |                          |                                           |                 |                                 |
| 23 | 3         | Alles auf Sieg                | All In                     | 24. Juni 2022            | 24. Juni 2022                             | Wendey Stanzler | Nichole Beattie                 |
| Kelly wird als Biologin Danielles Marscrew zugeteilt. Gordos Sohn Danny wird jedoch nach einigen Alkoholeskapaden aus der NASA-Marsmission ausgeschlossen und heuert stattdessen als Pilot bei Helios an. Margo wird vom KGB wegen ihrer Beziehung zu Sergei erpresst, die Pläne des neuen Nuklearantriebs an die Sowjets weiterzugeben. Zwei Jahre später wird Ellen zur US-Präsidentin gewählt und Aleida steigt zur Flugdirektorin auf. Drei Raumschiffe brechen fast zeitgleich zum Mars auf, die Phoenix für Helios, die Sojourner 1 für die NASA und die Mars-94 für die UdSSR. |           |                               |                            |                          |                                           |                 |                                 |
| 24 | 4         | Happy Valley                  | Happy Valley               | 1. Juli 2022             | 1. Juli 2022                              | Wendey Stanzler | Joe Menosky                     |
| Auf dem Weg zum Mars liegt die Phoenix zunächst vorne. Doch dann erhält Sojourner 1 durch ihr ausklappbares Sonnensegel zusätzlichen Schub und übernimmt uneinholbar die Führung. An Bord der Mars-94 ereignet sich nur wenig später ein Reaktorunfall. Ed besteht darauf, eine Rettungsmission durchzuführen, doch Dev ist dagegen und übernimmt von der Erde aus die Kontrolle der Phoenix. So ist die Sojourner-Crew gezwungen, ihr Schiff zu stoppen, die Kosmonauten zu bergen und zu sich an Bord zu holen. Während der Rettungsmission leckt plötzlich ein Treibstofftank der Mars-94, die dadurch ausgelöste Rollbewegung des sowjetischen Schiffes tötet zwei Astronauten und einen Kosmonauten. |           |                               |                            |                          |                                           |                 |                                 |
| 25 | 5         | Sieben Minuten des Schreckens | Seven Minutes Of Terror    | 8. Juli 2022             | 8. Juli 2022                              | Andrew Stanton  | Sabrina Almeida                 |
| Sojourner 1 ist nun eine sowjetisch-amerikanische Mission. Bei der NASA trifft eine Roskosmos-Delegation ein. Im Austausch gegen weitere technische Hilfe holt Margo Sergei aus einem KGB-Gefängnis zu sich nach Houston. Aleida entdeckt, dass die neuen russischen Raketentriebwerke exakte Kopien der amerikanischen Exemplare sind. Karen verlässt Helios wegen der verweigerten Rettungsmission. Derweil kann die Phoenix-Crew die Kontrollsperren hacken und übernimmt wieder die Kontrolle über ihr Schiff. Sojourner 1 gewinnt das Rennen und landet zuerst auf dem Mars, dabei werden jedoch die Triebwerke schwer beschädigt. |           |                               |                            |                          |                                           |                 |                                 |
| 26 | 6         | New Eden                      | New Eden                   | 15. Juli 2022            | 15. Juli 2022                             | Andrew Stanton  | Stephanie Shannon               |
| Das Helios-Team ist mittlerweile ebenfalls auf dem Mars gelandet. Ohne Wissen der NASA kooperieren die Sowjets insgeheim mit Helios, nachdem sie dort große Wasservorkommen entdeckt haben. Danny verletzt sich beim Bohren nach Wassereis und wird daraufhin medikamentenabhängig. Karen kehrt als COO wieder zu Helios zurück. Kelly hat Sex mit Kosmonaut Alexej. NASA-Astronaut Will Tyler enthüllt seine Homosexualität, was in den USA hohe Wellen schlägt. Ein Freund des Präsidentingatten verplappert sich gegenüber einem Reporter über seine Beziehung zu Larry. |           |                               |                            |                          |                                           |                 |                                 |
| 27 | 7         | Enthüllungen                  | Bring It Down              | 22. Juli 2022            | 22. Juli 2022                             | Dan Liu         | Nichole Beattie                 |
| Auf der Erde wechselt das russische Team von der NASA zu Helios. Sergei wird wieder in die UdSSR zurückgebracht. Aleida erkennt, dass nur Margo die Triebwerkspläne an die Sowjets verraten haben kann. Auf dem Mars zieht Ed Danny aufgrund dessen gesundheitlichen Zustandes vom Wasserbohrteam ab. Während des Bohrens stellt Danny auf dem Kommandostand die Kommunikation ab und reguliert den Druck nicht, wodurch es zu einer Katastrophe kommt. Ed und Astronautin Isabel werden dabei schwer verletzt und die Klippe neben der Helios-Basis gerät ins Rutschen. |           |                               |                            |                          |                                           |                 |                                 |
| 28 | 8         | Der Schrecken des Ares        | The Sands of Ares          | 29. Juli 2022            | 29. Juli 2022                             | Dan Liu         | Joe Menosky & Eric Phillips     |
| Durch den Felssturz sterben zwei Astronauten, zwei können sich retten und erreichen zu Fuß das NASA-Habitat Happy Valley. Ed und Danny können sich zwar in einen Marsrover retten, werden aber mit ihm verschüttet. Auf der Erde arbeiten NASA, Helios und Roskosmos gemeinsam einen Rettungsplan aus. Durch eine unterirdische Sprengung können Ed und Danny gerettet werden. Alexej stirbt jedoch an einem Subduralhämatom und bei Kelly wird eine Schwangerschaft festgestellt. |           |                               |                            |                          |                                           |                 |                                 |
| 29 | 9         | Heimkehr                      | Coming Home                | 5. Aug. 2022             | 5. Aug. 2022                              | Craig Zisk      | David Weddle & Bradley Thompson |
| Fünf Monate später wird das Landemodul für die Rückkehr zur Phoenix vorbereitet. Weil die Andockelektronik defekt ist, fahren Danielle und Kuznetskow mit einem Rover los, um aus dem Wrack einer nordkoreanischen Sonde eine Platine zu bergen. Aleida erzählt Bill von ihrem Verdacht gegenüber Margo, Bill schaltet daraufhin das FBI ein. Der Helios-Vorstand entlässt Dev als CEO und setzt Karen an seiner Stelle ein. Ellen tritt die Flucht nach vorne an und macht öffentlich, dass sie lesbisch veranlagt ist. Auf dem Mars leidet Kelly an Präeklampsie und kollabiert. Danielle und Kuznetskow stoßen bei ihrer Suche nach der Sonde – zu ihrer großen Überraschung – auf einen nordkoreanischen Astronauten, der sie mit seiner Pistole bedroht. Kuznetskow kann ihn aber bald durch ein Täuschungsmanöver überwältigen und er wird nach Happy Valley gebracht.                                                                                    |           |                               |                            |                          |                                           |                 |                                 |
| 30 | 10        | Fremder in einem fremden Land | Stranger in a Strange Land | 12. Aug. 2022            | 12. Aug. 2022                             | Craig Zisk      | Matt Wolpert & Ben Nedivi       |
| In einer Rückblende muss eine mit zwei nordkoreanischen Kosmonauten bemannte Sojus-Kapsel auf dem Mars notlanden. Der einzige Überlebende, Lee Jung-Gil, ist danach einige Monate auf sich allein gestellt. Auf der Erde wird Margo vor den Ermittlungen des FBI gegen sie gewarnt und Sergei darf mit seiner Familie in die USA ausreisen. Kelly muss wegen ihres kritischen Gesundheitszustandes sofort zur Phoenix gebracht werden. Ed fliegt sie mit der reparierten Helios-Kapsel in den marsnahen Orbit. Da der Treibstoff nicht ausreicht, muss sie einen Weltraumspaziergang unternehmen, um so die letzten Meter zur Phoenix zu überbrücken. Auf der Erde verüben NASA-Gegner einen Selbstmordanschlag und sprengen das halbe JSC-Gebäude in die Luft. Zahlreiche Menschen sterben, darunter Karen und Molly. Das JSC wird später in Molly Cobb Space Center umbenannt. Margo hat sich mittlerweile in die UdSSR abgesetzt und lebt ab 2003 in Moskau. |           |                               |                            |                          |                                           |                 |                                 |

### Staffel 4
| Nr. (ges.) | Nr. (St.) | Deutscher Titel                | Originaltitel     | Erstveröffentlichung USA | Deutschsprachige Erstveröffentlichung (D) | Regie                | Drehbuch                                    |
| ---------- | --------- | ------------------------------ | ----------------- | ------------------------ | ----------------------------------------- | -------------------- | ------------------------------------------- |
| 31         | 1         | Glasnost                       | Glasnost          | 10. Nov. 2023            | 10. Nov. 2023                             | Lukas Ettlin         | Matt Wolpert & Ben Nedivi                   |
| 32         | 2         | Wir wünschen einen schönen Sol | Have a Nice Sol   | 17. Nov. 2023            | 17. Nov. 2023                             | Lukas Ettlin         | David Weddle & Bradley Thompson             |
| 33         | 3         | Die Übernahme                  | The Bear Hug      | 22. Nov. 2023            | 22. Nov. 2023                             | Dan Liu              | Andrew Black                                |
| 34         | 4         | Zerreißprobe                   | House Divided     | 1. Dez. 2023             | 1. Dez. 2023                              | Dan Liu              | Sabrina Almeida                             |
| 35         | 5         | Goldlöckchen                   | Goldilocks        | 8. Dez. 2023             | 8. Dez. 2023                              | Sylvain White        | Jovan Robinson                              |
| 36         | 6         | Leningrad                      | Leningrad         | 15. Dez. 2023            | 15. Dez. 2023                             | Sylvain White        | Eric Phillips                               |
| 37         | 7         | Überschrittene Linien          | Crossing the Line | 22. Dez. 2023            | 22. Dez. 2023                             | Maja Vrvilo          | Andrew Black                                |
| 38         | 8         | Ein perfekter Plan             | Legacy            | 29. Dez. 2023            | 29. Dez. 2023                             | Maja Vrvilo          | Bradley Thompson & David Weddle             |
| 39         | 9         | Brasilien                      | Brazil            | 5. Jan. 2024             | 5. Jan. 2024                              | Sergio Mimica-Gezzan | David Weddle, Bradley Thompson & Kate Burns |
| 40         | 10        | Perestroika                    | Perestroika       | 12. Jan. 2024            | 12. Jan. 2024                             | Sergio Mimica-Gezzan | Matt Wolpert & Ben Nedivi                   |

## Rezeption
Für Nina Rehfeld von der Frankfurter Allgemeinen Zeitung ist For All Mankind „oberflächlich ein mitunter etwas plumper Polit-Thriller über den Wettlauf zwischen Amerikanern und Sowjets im Weltall“. Während die Amerikaner „deprimiert ihre nun nutzlose Mond-Plakette anstarren“, würden „die Sowjets den Mond für die marxistisch-leninistische Lebensweise“ reklamieren. Differenzierter gehe es zur Sache, „wenn die Serie mit Blick auf die Beziehungen ein Sittenbild der späten Sechziger und frühen Siebziger“ zeichne.
Bei Metacritic besitzt die erste Staffel eine Wertung von 65/100 (basierend auf 22 Kritiken) und bei Rotten Tomatoes eine Bewertung von 73 % (basierend auf 52 Kritiken). Stand 3. April 2021 hat die zweite Staffel bei Metacritic eine Wertung von 75/100 (basierend auf 7 Kritiken) und bei Rotten Tomatoes eine Bewertung von 100 % (basierend auf 18 Kritiken).

## Trivia
Der Titel der Serie ist inspiriert vom Text der Plakette, die die Besatzung der Apollo 11 nach ihrer Landung mit der Mondlandefähre auf der Oberfläche des Erdtrabanten zurückließ:

“Here men from the planet Earth first set foot upon the moon. July 1969 A.D. We came in peace for all mankind.”

„Hier setzten Menschen vom Planeten Erde zum ersten Mal ihren Fuß auf den Mond. Juli 1969 A.D. Wir kamen in Frieden für die gesamte Menschheit.“